# 市原市民歌
- 日本 > 千葉県 > 市原市 > 市原市民歌
- 日本 > 市町村 > 市町村歌 > 千葉県の市町村歌一覧 > 市原市民歌

「市原市民歌」（いちはらしみんか）は、千葉県市原市の市民歌である。作詞・白鳥省吾、作曲・長谷川良夫。
本記事では、同時に制定された市民音頭「市原音頭」についても解説する。

## 解説
1966年（昭和41年）に市原市の市制3周年を記念して制定された。作詞者の白鳥は戦中に長生郡一宮町へ疎開し、戦後は千葉市に居を構えた県にゆかりのある詩人で、作曲者の長谷川は2年前に「千葉県民歌」を手掛けている。両名とも市からの依頼を受けての作成であったが、制定経緯に関しては資料が残っておらず「詳細は不明」とされている。
市民歌の制定と同時に日本コロムビアがソノシート（規格品番：PS-466）とシングル盤（PRE-1462）を製造し市民歌は三鷹淳、白鳥の作詞と古賀政男（県民歌と同時に制定された「千葉県民音頭」の作曲者でもある）の作曲で同時に作成された「市原音頭」は都はるみと杉良太郎の歌唱がそれぞれ吹き込まれた。なお1978年（昭和53年）の再発盤（PES-7878-CP）では「市原音頭」の男声が杉から大川栄策に代わったカバーとなっており、編曲も甲斐靖文によるアレンジ版となっている。
平成後期には市の公式サイトでも紹介が無く忘れられていたが2013年（平成25年）の市制50周年記念式典での演奏を機に再評価の機運が高まり、2019年（平成31年）3月15日からは市の防災無線を通じた定時演奏が行われるようになった。
市原市に関連する市民歌と市民音頭以外の楽曲としては、2003年（平成15年）に作成された市制40周年記念歌「Happyイチハラ」がある。

## 収録曲
- 1966年盤

1. 市原市民歌（歌唱：三鷹淳）
作詞：白鳥省吾、作曲・編曲：長谷川良夫
2. 市原音頭（歌唱：都はるみ、杉良太郎）
作詞：白鳥省吾、作曲・編曲：古賀政男

- 1978年盤

1. 市原市民歌（歌唱：三鷹淳）
作詞：白鳥省吾、作曲：長谷川良夫、編曲：甲斐靖文
2. 市原音頭（歌唱：都はるみ、大川栄策）
作詞：白鳥省吾、作曲：古賀政男、編曲：甲斐靖文